# Ignazio Abate
Ignazio Abate (Sant'Agata de' Goti, 12. studenoga 1986.) umirovljeni je talijanski nogometaš.

## Rani život
Abate je rođen u Sant'Agata de' Gotiju, a sin je bivšeg talijanskog vratara Beniamina Abatea.

## Klupska karijera

### Rana karijera
Abate je počeo igrati nogomet u amaterskom klubu Rescaldina nakon čega se 1999. pridružio Milanovom omladinskom pogonu. Tijekom sezone 2003./04. Abate je ostvario svoj profesionalni debi u utakmici talijanskog kupa protiv Sampdorije 3. prosinca. Također je ostvario svoj debi u europskim natjecanjima, točnije u utakmici Lige prvaka protiv Celte Vigo 9. prosinca. Odigravanjem te utakmice postavio je rekord kao najmlađi Milanov igrač koji je igrao u Ligi prvaka sa 17 godina i 27 dana.

### Posudbe (2004. – 2007.)
Tijekom sezone 2004./05. odveden je na posudbu u Napoli koji se tada natjecao u Serie C1, a tamo je ostvario 29 nastupa i postigao 2 zgoditka. Na ljeto 2005. poslan je na posudbu u klub Sampdoriju, koji se natjecao u Serie A, međutim tamo nije odigrao niti jednu utakmicu zato što je prije samog početka lige poslan na novu posudbu u klub Piacenzu, koji se tada natjecao u Serie B. Tijekom svoje prve sezone u Serie B skupio je samo 13 nastupa. Ipak sljedeća posudba je bila uspješna za mlado krilo kada je skupio 38 nastupa za Modenu.

### Serie A debi (2007. – 2009.)
Tijekom sezone 2007./08. Abate je konačno ostvario svoj debi u Serie A i to za klub Empoli, nakon što je otkupljen za 900.000 eura. Iste godine zabio je i svoj prvi gol u Serie A u utakmici protiv Genoe 27. travnja 2008. Nakon što je Empoli ispao iz prve lige Milan je ponovo kupio Abatea za cijenu od 2 milijuna eura, nakon čega je opet međuvlasničkim dogovorom poslan u Torino. Unatoč tome što se na samom početku sezone ozljedio, imao je dobru sezonu, odigravši 25 utakmica i zabivši 1 pogodak.

### Povratak u Milan
24. lipnja 2009. Milan je upotpunosti otkupio Abatea za 2.55 milijuna eura, ali ovog puta je bio uključen u postavu za sezonu 2009./10. U prvih nekoliko utakmica je bio zamjena za vezne igrače, ali ga je kasnije trener Leonardo postavio na poziciju desnog braniča. Zbog dobrih nastupa 11. veljače 2010. ponuđeno mu je produženje ugovora do 2014. koje je Abate potpisao.
Novi trener Massimilliano Allegri ga je ostavio na poziciji desnog braniča za sezonu 2010./11. u kojoj je bio stalan član početne postave, a njegovi solidni nastupi su imali ulogu u osvajanju Milanovog osamnaestog Scudetta i talijanskog superkupa.

## Statistika

### Klupska statistika
ažurirano 4. travnja 2013.
| Klub            | Sezona          | Liga    | Liga   | Kup     | Kup    | Europa1 | Europa1 | Ostalo2 | Ostalo2 | Ukupno  | Ukupno |
| Klub            | Sezona          | Nastupi | Golovi | Nastupi | Golovi | Nastupi | Golovi  | Nastupi | Golovi  | Nastupi | Golovi |
| --------------- | --------------- | ------- | ------ | ------- | ------ | ------- | ------- | ------- | ------- | ------- | ------ |
| Milan           | 2003./04.       | 0       | 0      | 1       | 0      | 0       | 0       | 1       | 0       | 2       | 0      |
| Milan           | Ukupno          | 0       | 0      | 1       | 0      | 0       | 0       | 1       | 0       | 2       | 0      |
| Napoli          | 2004./05.       | 29      | 2      | 0       | 0      | –       | –       | 4       | 0       | 33      | 2      |
| Napoli          | Ukupno          | 29      | 2      | 0       | 0      | –       | –       | 4       | 0       | 33      | 2      |
| Sampdoria       | 2005./06.       | 0       | 0      | 0       | 0      | –       | –       | –       | –       | 0       | 0      |
| Sampdoria       | Ukupno          | 0       | 0      | –       | –      | –       | –       | –       | –       | 0       | 0      |
| Piacenza        | 2005./06.       | 13      | 0      | 0       | 0      | –       | –       | –       | –       | 13      | 0      |
| Piacenza        | Ukupno          | 13      | 0      | 0       | 0      | –       | –       | –       | –       | 13      | 0      |
| Modena          | 2006./07.       | 38      | 1      | 3       | 0      | –       | –       | –       | –       | 41      | 1      |
| Modena          | Ukupno          | 38      | 1      | 3       | 0      | –       | –       | –       | –       | 41      | 1      |
| Empoli          | 2007./08.       | 24      | 1      | 2       | 1      | 2       | 0       | –       | –       | 28      | 2      |
| Empoli          | Ukupno          | 24      | 1      | 2       | 1      | 2       | 0       | –       | –       | 28      | 2      |
| Torino          | 2008./09.       | 25      | 1      | 3       | 0      | –       | –       | –       | –       | 28      | 1      |
| Torino          | Ukupno          | 25      | 1      | 3       | 0      | –       | –       | –       | –       | 28      | 1      |
| Milan           | 2009./10.       | 30      | 0      | 1       | 0      | 5       | 0       | –       | –       | 36      | 0      |
| Milan           | 2010./11.       | 29      | 0      | 2       | 0      | 6       | 0       | –       | –       | 37      | 0      |
| Milan           | 2011./12.       | 29      | 0      | 2       | 0      | 8       | 0       | 1       | 0       | 40      | 0      |
| Milan           | 2012./13.       | 20      | 0      | 2       | 0      | 4       | 0       | 0       | 0       | 26      | 0      |
| Milan           | Ukupno          | 108     | 0      | 7       | 0      | 23      | 0       | 1       | 0       | 141     | 0      |
| Karijera ukupno | Karijera ukupno | 237     | 5      | 16      | 1      | 25      | 0       | 6       | 0       | 284     | 6      |

1 Uključuje natjecanja UEFA Liga prvaka i UEFA Europska liga
2 Uključuje Interkontinentalni kup, Serie C1 doigravanja i Supercoppa Italianu

### Reprezentativna statistika
ažurirano 1. travnja 2013.
| Reprezentacija | Godina | Nastupi | Golovi |
| -------------- | ------ | ------- | ------ |
| Italija        | 2011.  | 1       | 0      |
| Italija        | 2012.  | 6       | 0      |
| Italija        | 2013.  | 2       | 0      |
| Ukupno         | Ukupno | 9       | 0      |

## Priznanja

### Klupska
Milan
- Serie A: 2

2003./04., 2010./11.
- Supercoppa Italiana: 1

2011.

### Reprezentativna
- UEFA EURO 2012 - drugo mjesto

## Vanjske poveznice
- Profil na Milanovoj stranici
- ESPN Profil  Arhivirana inačica izvorne stranice od 28. lipnja 2011. (Wayback Machine)
- Ignazio Abate - FIFA  Arhivirana inačica izvorne stranice od 19. lipnja 2013. (Wayback Machine)
- UEFA Profil
- Statistika  Arhivirana inačica izvorne stranice od 9. prosinca 2012. (Wayback Machine) na stranici Lege Calcio